# 宮崎県民歌
「宮崎県民歌」（みやざきけんみんか）は日本の都道府県の一つ、宮崎県の県民歌である。同名の曲が2曲存在する。
1. 1934年（昭和9年）発表。作詞・桑原節次、作曲・古関裕而、編曲・奥山貞吉。
2. 1964年（昭和39年）制定。作詞・酒井祐春、作曲・飯田信夫。

現在の県民歌は2.である。1.は2.の制定に伴い廃止された。

## 宮崎県民歌（現行）
1963年（昭和38年）に宮崎県再置80周年を記念して1934年制定の旧県民歌に代わる新しい県民歌を制定することになり、歌詞の公募を実施した。362点（県内247点、県外115点）の応募があり、日南市在住の酒井祐春（当時35歳）の作品が採用され、飯田信夫が県の依頼により作曲を手掛け、制定された。
翌1964年6月30日、宮崎市の宮崎県公会堂で歌手の立川澄人と大谷冽子を招いて発表会が行われた。ビクターレコードから発売されたシングル盤では「宮崎県 県民歌」との表題が使用されている。B面収録曲はインストゥルメンタルの行進曲バージョン「宮崎県 県民歌行進曲」。1979年（昭和54年）に開催された日本のふるさと宮崎国体に合わせて東芝EMIが製造したデューク・エイセス「ふるさと国体音頭」のシングル盤では、B面にビクターの創唱盤と同じ立川と大谷の歌唱により「宮崎県 県民歌」が吹き込まれたバージョンがある。
現在は県が主催する競技会で演奏される他、県内の公立小中学校の授業で歌唱指導を行っている。2014年（平成26年）、制定50周年を記念して宮崎駅の発車メロディに採用された。

## 宮崎県民歌（初代）
初代の宮崎県民歌は1934年（昭和9年）に神武東遷2600年記念行事の一環として県と大阪毎日新聞宮崎支局が合同で歌詞を公募し、同年7月1日付の同紙（附録西部毎日）宮崎版で審査結果が発表された。一等入選者は西臼杵郡の郡長などを務めた桑原節次（1872年 - 1954年）の応募作品で、当時の官選知事であった君島清吉は県民歌寄贈に対し「貴社支局によって宮崎県民歌が産まれたとは真に意義深く感激にたえない」と祝辞を述べている。作曲は日本コロムビア専属の古関裕而が行っているが、当時の資料が残っていないため依頼の経緯は不明となっている。
歌詞の内容から1945年（昭和20年）の第二次世界大戦終結後は演奏が控えられるようになり、1964年の現行県民歌制定をもって廃止された。
制定時に中野忠晴の歌唱によりコロムビアからSPレコードが発売され、B面には奥山貞吉の編曲で伊藤久男が歌唱する行進曲バージョンが吹き込まれている。県ではSP盤を所蔵していなかったため、2020年（令和2年）に作曲者の古関が主人公のモデルとなったNHKの連続テレビ小説『エール』放送に合わせて資料の提供を呼び掛けていた。その後、宮崎市および都農町在住の個人2名からSP盤を所有している旨の連絡があり、7月30日から現県民歌と同じ「宮崎県の紹介」のページに提供されたレコードからの収録音源が掲載されている。SP盤所有者2名のうち都農町の個人は2枚を保管しており、重複分の1枚を県に寄贈することになった。

### 歌詞
初代宮崎県民歌の歌詞は著作権の保護期間を満了し、2005年（平成17年）1月1日よりパブリックドメインとなっている。旋律は日本コロムビアの管理楽曲であり、演奏に際しては専属開放申請が必要である。